# Joachim Heuer
Joachim Heuer (* 15. November 1900 in Plauen bei Dresden; † 9. April 1994 in Dresden) war ein deutscher Maler, ein Vertreter der Vergessenen Generation.
Werke von Joachim Heuer befinden sich u. a. im Stadtmuseum Bautzen, in der Neuen Nationalgalerie Berlin, in den Staatlichen Kunstsammlungen Dresden (Galerie Neue Meister und Kupferstich-Kabinett), in der Städtischen Galerie Dresden – Kunstsammlung, Museum Junge Kunst in Frankfurt (Oder). sowie in der Stiftung Moritzburg, Kunstmuseum des Landes Sachsen-Anhalt in Halle/Saale.

## Leben
Joachim Heuer wurde am 15. März 1900 in Plauen, 1903 nach Dresden eingemeindet, als Sohn des praktischen Arztes Wilhelm Ferdinand Heuer und dessen Ehefrau Elisabeth Susanne geboren. Nach dem Tod des Vaters zog die Mutter mit ihm und seiner Schwester zu den Großeltern in die Bayreuther Straße. Ab 1913 besuchte Heuer das Wettiner Gymnasium in Dresden. 1918 musste er die Schule verlassen, um als Soldat an der Westfront in Frankreich zu dienen. Nach der Rückkehr aus dem Krieg legte Heuer die Notreifeprüfung am Gymnasium ab. Danach leistete er erneut einen mehrmonatigen Militärdienst in Königsbrück bei Dresden ab. Bereits 17-jährig nahm Heuer privaten Kunstunterricht beim Kunstmaler Otto Sebaldt. Im Herbst 1919 bewarb sich Heuer erfolgreich an der Dresdner Kunstakademie. Bis 1923 war er Schüler bei Oskar Kokoschka, danach studierte er bei Otto Hettner. In Hettners Atelier lernte er Annemarie Stauß, seine spätere Frau, kennen. Damals studierten ebenfalls Hans Jüchser und Hans Kinder bei Hettner, Künstler, die Heuer später in der Dresdner Sezession 1932 wieder traf. Prägend war für Joachim Heuer die Begegnung mit Oskar Kokoschka. Kokoschka war es, der Heuer 1921 eine erste Reise nach Italien ermöglichte. Beide Künstler verband bis ins hohe Alter eine Freundschaft.
Nach dem Studienabschluss übernahm Joachim Heuer 1925 eines der begehrten Ateliers im Haus Antonsplatz 1 in Dresden. Dort traf er mit Bernhard Kretzschmar, Paul Berger-Bergner, Fritz Skade, Theodor Rosenhauer und Peter August Böckstiegel zusammen. Gemeinsam mit einigen Atelierkollegen zählte Heuer 1932 zu den Gründungsmitgliedern der Dresdner Sezession. Mit der Dresdner Sezession 1932 debütierte der Künstler im Ausstellungsbetrieb. In der Zeit des Nationalsozialismus war Heuer obligatorisch Mitglied der Reichskammer der bildenden Künste, und er nahm bis 1936 an Ausstellungen teil. Als die Dresdner Sezession nach 1936 aufgrund der kulturpolitischen Veränderungen im Dritten Reich nicht mehr ausstellen konnte, wurden Heuers Bilder zehn Jahre lang nicht mehr in der Öffentlichkeit gezeigt.
Seinen Militärdienst im Zweiten Weltkrieg leistete Heuer im Pferdelazarett in Dresden-Klotzsche. Im August 1944 heiratete er Annemarie Stauß, Tochter des Juristen und Vizepräsidenten des Sächsischen Staatsrechnungshofes a. D. Christian Gottlieb Stauß. Bei der Zerstörung seines Ateliers am Antonsplatz durch den Bombenangriff auf Dresden am 13. Februar 1945 verlor der Künstler den Großteil seines Frühwerkes. Während eines Militärtransportes nach Skandinavien geriet Heuer in französische Kriegsgefangenschaft.
Ende Juli 1946 kehrte Joachim Heuer aus der Kriegsgefangenschaft nach Dresden zurück. Heuer beteiligte sich 1945/1946 an der ersten Kunstausstellung in Dresden nach Kriegsende („Freie Künstler. Ausstellung Nr. 1“). Im April 1948 wurde Heuer Dozent am Institut für künstlerische Formgestaltung in Halle Burg Giebichenstein. Nach zwei Jahren, Ende April 1950, verließ er dieses Lehramt.
Gemeinsam mit seiner Frau kehrte Joachim Heuer nach Dresden zurück. Lebensmittelpunkt für den nun wieder freischaffend arbeitenden Künstler wurde Dresden-Blasewitz. In den fünfziger und frühen sechziger Jahren nahm Heuer mehrere Aufträge an, unter anderem für den VEB Maschinen- und Apparatebau und die Technische Hochschule in Dresden. Auch beteiligte er sich wieder an Ausstellungen. Die Nähe seiner Werke zum Kubismus brachte Heuer den Vorwurf des „Formalismus“ ein. Aus einer Ausstellung des Verbandes Bildender Künstler im Albertinum in Dresden wurde 1954 sein Gemälde Der Gartenstuhl entfernt. Danach waren seine Werke lange nicht in Ausstellungen präsent, auch blieben staatliche Ankäufe aus.
In den 1970er Jahren wurden wieder Werke des Künstlers in Einzelausstellungen gewürdigt, zuletzt 1990 anlässlich seines 90. Geburtstages, mit einer großen Retrospektive im Albertinum. 1988 wurde ihm der Martin-Andersen-Nexö-Kunstpreis der Stadt Dresden verliehen, 92-jährig die Ehrensenatorenwürde der Hochschule für Bildende Künste Dresden.
Nach dem Tod seiner Gattin am Silvestertag 1988 hat Heuer kaum noch künstlerisch gearbeitet. Beerdigt wurde er auf dem Loschwitzer Friedhof.

## Werk
Joachim Heuer schuf ein umfangreiches künstlerisches Werk, bestehend aus ca. 200 Gemälden und zahlreichen Arbeiten auf Papier, wie Zeichnungen, Aquarelle, Gouachen und Druckgraphiken.
Obwohl ihn die klassischen Maßstäbe der italienischen Malerei seit seinen insgesamt drei Italienaufenthalten, der letzte 1938 in Florenz, faszinierten, orientierte sich Heuer bildkünstlerisch an Pablo Picasso, Georges Braque und Juan Gris. Im Laufe seines fast sieben Jahrzehnte währenden Schaffens fand Joachim Heuer zu einer eigenen, sehr klaren Bildsprache. Stets dominierte in seinen Werken ein klassischer und streng kompositioneller Bildaufbau. Seine Palette beschränkte der Maler auf wenige Farben – jene für die Dresdner Malerei des 20. Jahrhunderts typischen, gebrochenen Naturfarben. Zu seinen beliebtesten Sujets gehörten Stillleben und Porträts.

## Ausstellungen

### Einzelausstellungen (Auswahl)
- Galerie Kühl, Dresden, 1957 (mit Ernst Hassebrauk), 1965 und 1971
- Joachim Heuer. Malerei, Grafik, Dresden, Dresdner Schloss, Pretiosensaal, 8. Juli–28. August 1977[8]
- Malerei und Zeichnung. Joachim Heuer, Dresden, Galerie Nord, 10. Juni bis 8. Juli 1979
- Joachim Heuer. Stilleben, Dresden, Galerie Comenius, orbis pictus 54, 20. Juli bis 28. September 1985
- Joachim Heuer. Malerei, Dresden, Leonhardi-Museum, Galerie Ost, 28. Mai bis 26. Juni 1988[9]
- Joachim Heuer zum 90. Geburtstag, Annemarie Heuer-Stauß zum Gedächtnis, Dresden, Staatliche Kunstsammlungen, Albertinum, 18. März bis 29. April 1990[7]
- Joachim Heuer zum 100. Geburtstag, Dresden, Galerie am Blauen Wunder, 7. April bis 17. Juni 2000

### Gruppenausstellungen (Auswahl)
- Dresdner Sezession 1932. 1 Ausstellung, Dresden, 1932[4]
- Gemeinsame Ausstellung. 3 Künstlergruppen, Dresden, 1933[4]
- Sächsische Aquarellausstellung, Dresden, 1934
- Sächsische Kunstausstellung Dresden, Dresden, 1934[4]
- Kunstausstellung Dresden, Dresden, 1936
- Freie Künstler. Ausstellung Nr. 1., Dresden, Kunstakademie, 1945/1946
- Dresdner Graphiker, Dresden, 1946
- Allgemeine Deutsche Kunstausstellung, Dresden, 1946
- 2. Deutsche Kunstausstellung, Dresden, 1949
- Dresdner Malkunst seit 1925, Radebeul, 1949
- Zeichnungen in der Kunst der DDR, 1974, Dresden, Kupferstichkabinett
- Ausgewählte Handzeichnungen von Künstlern der DDR, Leipzig, 1976
- Weggefährden – Zeitgenossen. Bildende Kunst aus 3 Jahrzehnten. Berlin, Altes Museum, 1979
- Kunst im Aufbruch, Staatliche Kunstsammlungen, Dresden, 1980
- Druckgrafik der DDR. Freital, Schloss Burgk, 1983

## Ehrungen
- 1988 Verleihung des Martin Andersen Nexö-Kunstpreises der Stadt Dresden
- 1992 Ernennung zum Ehrensenator der Hochschule für Bildende Künste Dresden